# Махмутово (Белорецкий район)
Махму́тово (баш. Мәхмүт) — деревня в Белорецком районе Башкортостана, входит в состав Николаевского сельсовета.

## География
Деревня находится на берегу реки Белая.

### Географическое положение
Расстояние до:
- районного центра (Белорецк): 55 км,
- центра сельсовета (Николаевка): 5 км,
- ближайшей ж.-д. станции (Белорецк): 63 км.

## Население
| 2002 | 2009 | 2010 |
| ---- | ---- | ---- |
| 340  | ↘329 | ↘264 |

### Национальный состав
Согласно переписи 2002 года, преобладающая национальность — башкиры (99 %).

## Религия
В деревне находится мечеть Тайфа.

## Известные уроженцы
- Касимов, Салават Фитратович (1934—2018) — советский и российский историк. Доктор исторических наук.